# Odysseas Vlachodimos
Odysseas Vlachodimos, född 26 april 1994, är en tysk-grekisk fotbollsmålvakt som spelar för Sevilla, på lån från Newcastle United.

## Klubbkarriär
Den 18 maj 2018 värvades Vlachodimos av Benfica, där han skrev på ett femårskontrakt. Den 29 augusti 2019 förlängde Vlachodimos sitt kontrakt fram till 2024.
Den 1 september 2023 värvades Vlachodimos av Premier League-klubben Nottingham Forest, där han skrev på ett fyraårskontrakt. Vlachodimos gjorde sin Premier League-debut den 5 november 2023 i en 2–0-vinst över Aston Villa.
Den 1 juli 2024 värvades Vlachodimos av Newcastle United. Den 12 augusti 2025 lånades han ut till La Liga-klubben Sevilla på ett säsongslån.

## Landslagskarriär
Vlachodimos spelade för samtliga av Tysklands ungdomslandslag mellan U15 och U21. I november 2018 bytte han till Greklands landslag och blev uttagen till Uefa Nations League-matcherna mot Finland och Estland. Han debuterade i matchen mot Finland den 15 november 2018 som slutade med en 1–0-vinst för Grekland.